# 9 канал (Ізраїль)
9 канал — ізраїльський інформаційно–просвітницький телеканал, раніше відомий як «Ізраїль Плюс». В основному транслюється російською мовою, з субтитрами на івриті або без них, але також транслює деякі шоу на івриті з субтитрами російською мовою. Мовлення каналу розпочалося 12 листопада 2002 року.